# 12 Suicidal Teens
12 Suicidal Teens (十二人の死にたい子どもたち?, Jūni-nin no shinitai kodomo-tachi, lett. "Dodici bambini che vogliono morire") è un film thriller giapponese diretto da Yukihiko Tsutsumi e uscito il 25 gennaio 2019. Si tratta di un adattamento dell'omonimo romanzo di Tow Ubukata pubblicato nel 2016. Racconta la storia di 12 ragazzi e ragazze adolescenti che sospettano l'uno dell'altro di aver ucciso qualcuno. Il regista afferma che il film mira soprattutto a prevenire il suicidio tra i giovani, che "è un problema sociale in Giappone. Ma invece di presentarlo in questo modo, ho deciso di concentrarmi un po' di più sull'intrattenimento e aggiungere un elemento di suspense. In questo modo, potrei essere in grado di attirare più spettatori e far sì che i giovani siano più consapevoli del problema" perché "un approccio serio al tema è alla base della presentazione".

## Trama
Dodici ragazze e ragazzi adolescenti si riuniscono in un ospedale abbandonato per fare un patto suicida, ma scoprono sul posto il cadavere di un giovane. Iniziano quindi a sospettare l'uno dell'altro dell'omicidio e durante la tensione, viene rivelata la ragione della morte dell'altro.

## Personaggi
- Satoshi interpretato da Mahiro Takasugi
- Ken'ichi interpretato da Yūto Fuchino
- Mitsue interpretata da Kotone Furukawa
- Ryoko interpretata da Kanna Hashimoto
- Shinjiro interpretato da Mackenyu
- Meiko interpretata da Yuina Kuroshima
- Anri interpretato da Hana Sugisaki
- Takahiro interpretato da Riku Hagiwara
- Nobuo interpretato da Takumi Kitamura
- Seigo interpretato da Ryōta Bandō
- May interpretata da Ai Yoshikawa
- Yukii interpretata da Aisa Takeuchi

## Incassi
12 Suicidal Teens ha incassato oltre 11 milioni di yen al botteghino giapponese del 2019.